# Henrik Krummedike

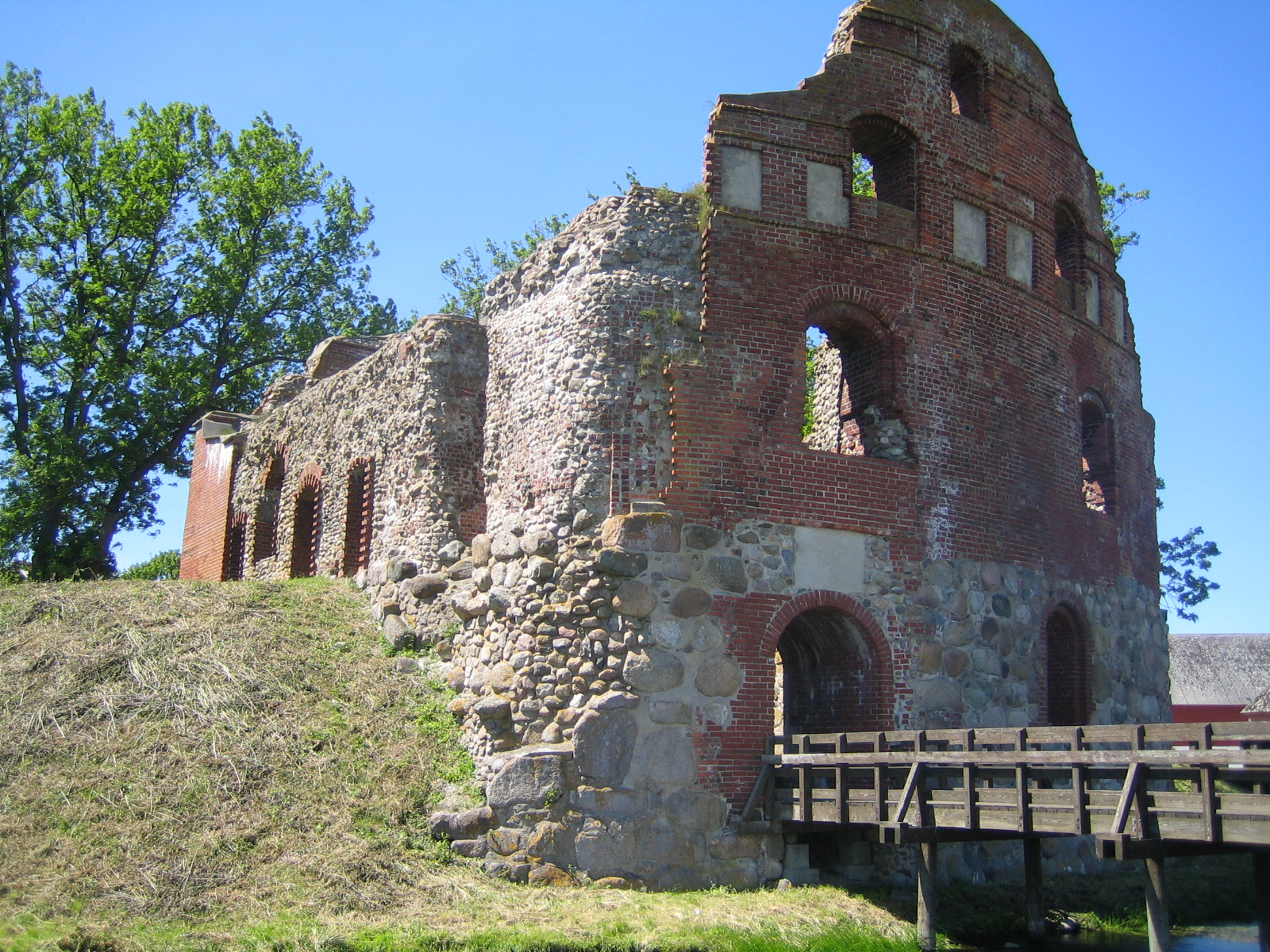
Mogenstrup, heute Månstorp, der Stammsitz der mütterlichen Familie und Sterbeort Henrik Krummedikes..

Henrik Krummedike (* wahrscheinlich 1463 wahrscheinlich in Akershus oder auf dem Gut Brunla (heute Larvik) in Norwegen; † zwischen 7. März und 4. April 1530 in Mogenstrup, Oxie herred, heute Månstorp in Schonen) war dänischer und norwegischer Reichsrat.

## Familie
Seine Eltern waren der Reichsrat und Reichshofmeister Hartvig Krummedike und dessen zweite Frau Karen Andersdatter Hak, Tochter von Anders Hak zu Månstorp. 1493 heiratete er Anne Rud († 1533), Tochter des dänischen Reichsrates Jørgen Mikkelsen Rud († 1504) und dessen Frau Kirstine Eriksdatter Rosenkrantz († 1509). Seine einzige Tochter Sophie heiratete Eske Bille (ca. 1480–1552).

## Politische Laufbahn
Nach dem Tod seines Vaters 1476 erbte er dessen gesamten Grundbesitz einschließlich der Lehen. Er wurde im Winter 1484/1485 Ritter. 1485 wird er auch als Dienstmann bei dänischen Hofe geführt und erhielt Skien als Lehen. 1487 erhielt er das Lehen Viken, das die Königinwitwe Dorothea als Morgengabe erhalten hatte. Nach dem Tode seines Vaters Hartvig hatte Bischof Karl Sigurdsson Skaktavl von Hamar die Festung Akershus verwaltet. Sofort nach dessen Tod 1489 übernahm Henrik die Festung. Ab 1489 hielt er Båhus als Lehen. Er nahm nun in Norwegen die gleiche Stellung wie sein Vater ein, wurde wie dieser Mitglied des norwegischen Reichsrats und erbte auch dessen Streit mit der Familie „Tre Rosor“, mit dessen Mitglied Knut Alvsson sein Vater bereits in erbittertem Streit gelegen hatte. Er war auch genauso raffgierig wie sein Vater und kaufte viele Ländereien in Norwegen und Dänemark auf.
Als es 1497 zum Krieg mit Schweden kam, erhielt Krummedike eine herausgehobene Stellung in Båhus. Zusammen mit seinem Erzfeind Knut Alvson belagerte er die Festung Elfsborg in der Nähe von Göteborg und wurde dann auch deren Befehlshaber bis 1498. In diesem Jahr erhielt er wiederum viele Lehen, beispielsweise Numedal und Mandal. Knut Alvson näherte sich dagegen Schweden an und erhielt von König Hans den Auftrag, Norwegen unter die schwedische Krone zu bringen. Er unternahm von dort einen Einfall in Viken, wurde aber von Krummedike vertrieben. 1502 kam er aber zurück und zettelte in Norwegen einen Aufstand an. Krummedike wurde in Båhus belagert, aber Prinz Christian, der spätere König Christian II. kam ihm wirksam zu Hilfe. So konnte er sogar einen Gegenschlag ausführen und Tønsberg erobern und die Festung Akershus belagern, deren Burghauptmann inzwischen Knut Alvson war. Dieser war gezwungen, sich unter Zusicherung freien Geleits an Bord des Schiffes von Krummedike zu begeben. Hier eskalierte offenbar der Streit, und Knut wurde mitsamt seinen Begleitern am 18. August 1502 erschlagen. Es wurde zwar in einem Urteil festgestellt, dass Knut Alvson selbst die Geleitbedingungen gebrochen habe, aber niemand glaubte diese Version, und Krummedikes Ehre war beschädigt. Der Aufstand brach, angezettelt von der Witwe Knuts, erneut los, und Krummedike kam in Båhus in eine gefährliche Lage. Er verlor bei Verteidigungskämpfen sogar eine Hand. Unter diesen Umständen holte König Hans Krummedike nach Dänemark, wo er weitere Lehen erhielt, und übertrug die Festung Båhus an Krummedikes Schwager Otte Rud. Henrik wohnte seitdem nicht mehr in Norwegen, blieb aber Norwegens größter Lehnsbesitzer.
1510 ernannte ihn der König im Seekrieg mit Lübeck zum Admiral. Kurz darauf, am 17. oder 18. August, fügte Krummedike der lübischen Flotte eine empfindliche Niederlage bei Nakskov zu. In den folgenden Jahren hielt er sich überwiegend in Laholm als Grenzwache gegenüber Schweden auf. Als 1517 der Krieg mit Schweden ausbrach, wurde er mit der Festung Varberg und dem nördlichen Teil von Halland belehnt. Weil er aber bei einem schwedischen Einfall 1519 nicht die Plünderung des Landes und den Versuch der dortigen Bauern, einen Separatfrieden mit dem Feind zu schließen, verhindert hatte und dafür Carl Knutsson, den Sohn seines ermordeten Erzfeindes Knut Alvsson verantwortlich machte, der bei Christian II. eine hohe Stellung als Heerführer bekleidete, entzog ihm Christian II. das Lehen von Varberg, übertrug dieses einem deutschen Offizier und entzog ihm dann auch noch alle norwegischen Lehen, was ihn zum Feind des Königs machte. Denn diese Maßnahme wurde als völlig überzogen und unverhältnismäßig empfunden. Hinzu kamen auch Feindseligkeiten des Königs gegen Krummedikes Schwiegersohn Eske Bille. Im März 1523 – der Adel hatte sich bereits gegen ihn erhoben – versuchte Christina II., sich wieder mit Krummedike zu versöhnen, und gab ihm alle seine norwegischen Lehen gegen das Versprechen künftiger Treue zurück. Doch schon am 7. April sagte Krummedike dem König die Treue und Gefolgschaft auf und schloss sich Friedrich I. an.
Im Herbst 1523 sandte Friedrich Krummedike mit einem Truppenaufgebot nach Sønnafjelske Norge mit dem Auftrag, diesen Landesteil unter die Kontrolle des Königs zu bringen. Gleichzeitig entsandte er Vincens Lunge mit dem gleichen Auftrag nach Nordenfjelds. Krummedike bewältigte seine Aufgabe insbesondere dadurch, dass er die innenpolitischen Spannungen ausnutzte und die Bevölkerung vor den räuberischen Vögten der Lehnsherren schützte. Doch er zog sich den Zorn der norwegischen Selbständigkeitspartei und damit der Mehrheit des norwegischen Reichsrats zu. Dieser erhielt entscheidende Unterstützung durch den königlichen Statthalter Nordanfjælds Vincens Lunge, der 1523 Margrete Nilsdatter aus dem Krummedike feindlich gesinnten Geschlecht der Rømer geheiratet hatte, sprach ihm unter der Leitung Erzbischof Olav Engelbrektssons eigenmächtig alle norwegischen Lehen ab und verwies ihn des Landes. Damit erkannte der norwegische Reichsrat gleichzeitig Friedrich I. die Regierungsgewalt ab, riss alle Lehen an sich, um sie unter seinen Mitgliedern zu verteilen und legte für die Zukunft fest, dass norwegische Lehen nur an Norweger vergeben werden dürften. Dieser Vorgang wurde später als Verrat am dänischen Reich ausgelegt und diente zur Begründung des Norgesparagrafen in der Wahlkapitulation Christians III. zehn Jahre später. Da wurde der Reichsrat, der sich 1532 Christian II. angeschlossen hatte, als er Norwegen zurückzuerobern suchte, aufgelöst und Norwegen faktisch (nicht völkerrechtlich) dänische Provinz.
Doch König Friedrich stützte Krummedike, der sich anlässlich der Wahlkapitulation Friedrichs durch einen Zwölfereid von allen Beschuldigungen des Hochverrats reinwaschen konnte, und versprach ihm, ihm seine Lehen wiederzubeschaffen. Das gelang aber erst, nachdem Vincens Lunge 1528 gestürzt war. Während seines Kampfes gegen Søren Norby 1525 bis 1526, der ebenfalls noch Christian II. unterstützte, wurde Krummedike Befehlshaber der Artillerie. 1529 wurde sein Schwiegersohn Eske Bille nach Vincens Lunges Sturz 1528 Statthalter in der Festung Bergenhus.
Krummedikes letzte große Aufgabe war es, zusammen mit Prinz Christian Ordnung in die außer Kontrolle geratenen Zustände Norwegens zu bringen.

## Vermögen
Wahrscheinlich war Henrik Krummedike der größte Grundbesitzer im Mittelalter Dänemark-Norwegens. Zusätzlich zu seinem ererbten Besitz von ungefähr 240 Gutshöfen erwarb er in Norwegen weitere 178 Güter, besonders in Båhuslen. In Dänemark kamen noch ungefähr 300 Pachthöfe und vier Großhöfe hinzu. Um die enormen Einnahmen im Handel nutzbringend anlegen zu können, kaufte er auch Grundbesitz in den Städten Roskilde, Bergen, Oslo, Ny-Lödöse (Göteborg), Tønsberg, Halmstad und Malmö. Von seinem Vater hatte er noch ein Grundstück in Kopenhagen geerbt. Er trieb mit eigenen Schiffen Außenhandel und betrieb das erste bekannte Bergwerk in Sandsvær. Wahrscheinlich hat er die mit Wasserkraft betriebene Säge in Norwegen eingeführt, und in Månstorp errichtete er eine Ziegelsteinfabrik, die über 18.000 Ziegelsteine auf einmal brennen konnte.